# كاي سوتون
كاي سوتون (بالإنجليزية: Kay Sutton)‏ هي ممثلة أمريكية، ولدت في 14 يونيو 1915 في الولايات المتحدة، وتوفيت في 1 مارس 1988 بغروس بوينت في الولايات المتحدة.

## وصلات خارجية
- كاي سوتون على موقع IMDb (الإنجليزية)
- كاي سوتون على موقع قاعدة بيانات الفيلم (الإنجليزية)